# Eugenio Scarpellini
Eugenio Scarpellini Mazzoleni (Verdellino, 8 de janeiro de 1954 — 15 de julho de 2020) foi prelado italiano da Igreja Católica Romana. Foi ordinário da Diocese de El Alto, na Bolívia, de 2013 até sua morte na pandemia de covid-19 em 2020.

## Biografia
Nasceu em 8 de janeiro de 1954 em Verdellino, província de Bérgamo, Itália, numa familia humilde, sendo o segundo de três irmãos. Perdeu seus pais ainda muito jovem. Ingressou aos onze anos no Seminário Papa Giovanni XIII da Diocese de Bérgamo, onde realizou seus estudos de Filosofia e Teologia além dos estudos escolares (1972-1978). Foi ordenado sacerdote e incardinado na Diocese de Bérgamo em 17 de junho de 1978.
Serviu por quase dez anos como vigário paroquial em Boltiere e em Nembro. Em 11 de janeiro de 1988, foi enviado para a Bolívia como sacerdote fidei donum e instalou-se na Arquidiocese de La Paz. Sua primeira tarefa foi dirigir a paróquia de Villa Copacabana, na cidade de La Paz, cargo que ocupou de 1988 a 1993. Em 1994, passou a dirigir a Paróquia do Salvador de El Tejar, também em La Paz, trabalho que desempenhou até 2004. Simultaneamente, entre 1993 e 2000, exerceu as funções de ecônomo do Seminário Maior San Jerónimo e, entre 1995 e 2000, desempenhou função semelhante na Arquidiocese de La Paz.
Dirigiu a escola católica Marien Garten, também localizada na zona oeste de La Paz, entre 2000 e 2007, além de presidir a Fundação Mario Parma para crianças com lesões neurológicas.
Em 2004, foi nomeado pelo cardeal Dom Crescenzio Sepe, então prefeito da Congregação para a Evangelização dos Povos, diretor das Pontifícias Obras Missionárias na Bolívia e, dois anos depois, coordenador das Pontifícias Sociedades Missionárias do continente americano. Também em 2006 tornou-se secretário-geral adjunto da Conferência Episcopal Boliviana.
Em 15 de julho de 2010, o Papa Bento XVI nomeou-o bispo auxiliar da Diocese de El Alto, com o então Pe. Fernando Bascopé Müller, SDB, conferindo a Dom Eugenio a sé titular de Bida. Ambos receberam a sagração episcopal na Catedral da Virgem da Candelária, em El Alto, por imposição das mãos do ordinário Dom Jesús Juárez Párraga, SDB, auxiliado por Dom Edmundo Luis Flavio Abastoflor Montero, arcebispo metropolita de La Paz, e por Dom Francesco Breschi, bispo de Bérgamo.
Foi eleito secretário-geral titular da Conferência Episcopal Boliviana para o período de 2012 a 2014.
Em fevereiro de 2013, Dom Jesús foi elevado a arcebispo metropolita de Sucre, deixando vacante a Diocese de El Alto. Quando este tomou posse no mês seguinte, Dom Fernando Bascopé foi então designado administrador apostólico. Em 25 de julho, o Papa Francisco tornou pública sua decisão sobre Dom Eugenio como o novo ordinário daquela diocese. Sua posse ocorreu em 31 de agosto.
Em dezembro de 2017, Dom Eugenio fez um sermão em tom crítico após a visita do então presidente Evo Morales ao Papa Francisco no Vaticano: “Em nosso país são aprovadas leis que abrem praticamente indiscriminadamente a possibilidade do aborto. Que ironia, que hipocrisia isso acontecer no mesmo dia em que o Presidente da Bolívia se encontra com o Papa Francisco”.
"Uma verdadeira democracia, uma verdadeira pacificação do país, passa pelo caminho da verdade, só isso pode colocar os cidadãos bolivianos num caminho comum para construir o país", declarou nove dias após as eleições gerais de 2019, quando lançaram acusações de fraudes eleitorais que não foram confirmadas até então, uma vez que o relatório da Organização dos Estados Americanos (OEA) que afirmava esse ponto foi negado em diversas ocasiões.
Em 2018, organizou e conduziu o V Congresso Missionário Americano, ocorrido entre 10 e 14 de julho, em Santa Cruz de la Sierra.
No fim de 2019, Dom Eugenio tinha feito a mediação durante a crise emersa após a demissão de Morales. No ano seguinte, manifestou-se por várias vezes à imprensa local sobre o avanço da pandemia de covid-19 em Bérgamo: "Estou em contato com amigos e parentes para entender quais são as medidas para evitar o contágio, pois é uma situação muito preocupante". Quando foi confirmado que havia contraído o coronavírus, foi internado no Hospital Sagrado Corazón de Jesús, em El Alto, onde morreu na manhã de 15 de julho de 2020, após sofrer duas paradas cardíacas.
Suas exéquias foram celebradas em 21 de julho seguinte, sétimo dia de seu falecimento, na Catedral de Collpani, com a presidência de Dom Frei Aurelio Pesoa Ribera, OFM, secretário-geral da Conferência Episcopal Boliviana. Depois de uma rota por todos os locais em que atuou nos municípios de La Paz e El Alto, os restos mortais de Dom Eugenio foram repatriados para a Itália. Uma nova celebração exequial foi celebrada em sua cidade natal por Dom Francesco Breschi, o mesmo que lhe consagrou bispo, em 5 de agosto e seus restos foram inumados no túmulo de sua família no cemitério de Verdellino.